# Victor Michel (1915-1982)
Pour les articles homonymes, voir Michel.
Ne doit pas être confondu avec Victor Michel (1851-1918).
Victor, Joseph, Jules, Michel, né le 20 septembre 1915 à Limbourg (Dolhain) dans la province de Liège et mort à Bruxelles le 5 novembre 1982, était un résistant membre du Réseau Socrate durant la Seconde Guerre mondiale. Il a occupé de nombreuses fonctions dans le Mouvement Ouvrier Chrétien avant d'en assumer la Présidence de 1973 à 1979. Il fut élu au Parlement Européen en juin 1979. Il est le père de Luc Michel.

## Éléments biographiques et formation
Fils de Victor-Joseph Michel, fermier, et d’Élisa-Augustine Blocteur, il est issu d'une famille nombreuse de condition modeste. Malgré des humanités gréco-latines du degré inférieur prometteuses au Collège Saint-Servais de Liège, il entre au travail à quinze ans comme apprenti photographe en suivant des cours du soir à l'Institut Albert Ier à Verviers où il décroche un diplôme de technicien industriel et commercial. Autodidacte, il complétera plus tard sa formation à l'Institut Supérieur d'Action Sociale à Heverlee. Il effectue son service militaire à la base de Bierset dont il sortira avec un grade de sous-officier, spécialiste en photographie aérienne.

## École de la résistance et carrière professionnelle
Dès 1930, Victor Michel adhère à la Jeunesse Ouvrière Chrétienne (JOC). Idéaliste comme beaucoup de jeunes travailleurs chrétiens, au sens où l'a décrit Maxence Van der Meersch dans son roman "Pêcheurs d'hommes" il se distinguera par ses qualités de meneur et de tribun. Il sera appelé au secrétariat général de la JOC à Bruxelles en novembre 1936. Mobilisé en 1939, il est blessé au combat à Alost au début de la campagne des 18 jours. Fait prisonnier le 27 mai 1940, il est évacué vers un hôpital de Bruxelles. Libéré le 12 juin 1940, il aide les jeunes gens des cantons de l'est de la Belgique à entrer en clandestinité pour se soustraire à l'embrigadement dans la Wehrmacht.

### Refus de participer auService des Volontaires du Travail pour la Wallonie (SVTW)
En juin 1940, au lendemain de la capitulation de la Belgique, le royaliste Henry Bauchau avec l'appui du palais de Laeken et plusieurs officiers et candidats officiers s'engagent dans l'aventure du Service des Volontaires du Travail pour la Wallonie (SVTW). Dès le début, ce mouvement est marqué par un vif attachement à la patrie et à la fonction royale; il est animé de la volonté de "créer un service permettant à la jeunesse de relever la patrie de ses ruines et d’éviter de sombrer dans l’oisiveté". Seul dirigeant national de la JOC resté en Belgique lors de l'exode de mai 1940, Victor Michel, blessé au combat, va organiser le fonctionnement du mouvement jusqu'au retour de l'abbé Cardijn, aumônier fondateur de la JOC. Dès juin 1940, approché par Henry Bauchau, Victor Michel s'opposera fermement à sa proposition d'intégrer la JOC dans le Service des Volontaires du Travail. Par contre, de nombreux jeunes intellectuels catholiques, des dirigeants du scoutisme et des personnalités dont le patriotisme est certain et la distance à l’égard du nazisme indiscutable appuieront l’initiative de Bauchau, dont Jean-Charles Snoy, futur ministre des Finances et futur signataire du traité de Rome. Les volontaires voueront un véritable culte au roi dont ils voudraient voir les pouvoirs renforcés. De retour d'exode en septembre 1940, l'abbè Cardijn acceptera de participer au SVTW, mais pour une courte durée : il rejoindra la position de Victor Michel comprenant que le risque est grand d’étatisation de ce service par le Commissariat Général à la Restauration du pays et donc de mainmise par l’occupant. C'est ce qui arriva le 30 novembre 1940 par un arrêté des secrétaires généraux des ministères établissant un « Service des Volontaires du Travail pour la Wallonie » (SVTW) et un « Vrijwillige Arbeidsdienst voor Vlaanderen » pour la Flandre. Les kajotters (jocistes flamands) et jocistes francophones, tel Hilaire Willot, qui avaient émis leur réticence vis-à-vis du SVTW, se retireront alors massivement de l’organisation. Henry Bauchau sera nommé chef du SVTW, poste qu’il occupera jusqu'en juin 1943. Bauchau, soucieux de maintenir l'apolitisme officiel de l'organisation, ne s’opposera pas ouvertement à l’engagement des jeunes du SVTW à la Légion Wallonie, estimant qu'il leur revient de choisir "personnellement". Un des cadres du SVTW, Lucien Lippert, sera même le commandant militaire de la Légion de juin 1942 à sa mort en février 1944. En août 1941, les Volontaires du travail tomberont sous la coupe du secrétaire général à l’Intérieur Gérard Romsée, un VNV (Vlaams Nationaal Verbond) notoire. La position de Bauchau deviendra rapidement inconfortable tant vis-à-vis de la collaboration que de la Résistance. Degrelle dénoncera en octobre 1941 « l’attentisme négatif (de Bauchau) qui, dans certains camps, va jusqu’aux discours en faveur de ces Messieurs de Londres » alors que les milieux de la Résistance traiteront Bauchau « d’emboché ». Les rexistes investiront le SVTW en force en 1943, événement à la suite duquel Henry Bauchau démissionnera. Il rejoindra les maquis des Ardennes et entrera dans la résistance, alors que le Réseau Socrate d'aide aux travailleurs réfractaires au STO s'est mis en route. À elles seules, les modalités et la chronologie de l'entrée effective en Résistance de l'intellectuel Henry Bauchau, qui tente d'abord une action qui se fait récupérer, et du jeune travailleur jociste autodidacte, Victor Michel, mériteraient un long développement.

### DuClub Kingau Réseau "Luc"
En fait, dès l'été 1940, Victor Michel participa à l'organisation du Club King dans le Hainaut qui lança une campagne contre l'occupant et les rexistes par le biais de tracts. Il militera également dans le service de Renseignements "Luc" jusqu’en novembre 1942 sous le pseudo de Georges Lambert tout en assurant la présidence de la JOC. Il est arrêté le 5 avril 1942, jour de Pâques, par la Geheime Feldpolizei lors d'une réunion de la JOC, dont il assuma l'entière responsabilité de la réunion de jeunes travailleurs. Il sera transféré à la Sicherheitspolizei en juin 1942 lors de l’arrestation de l’abbé Cardijn sous les multiples inculpations d’avoir propagé un esprit anti-allemand; d’avoir suscité un groupement de résistance; d’avoir mené campagne contre le "Volontariat du travail en Allemagne"; d’avoir appartenu à un service de Renseignements en liaison avec Londres. C'est à la prison de St-Gilles qu'il rencontra Arthur Haulot auquel il restera lié par une longue amitié. Faute de preuves, les services de l’Abwehr le libéreront le 21 septembre 1942, trois semaines après Cardijn et grâce à la pression de ce dernier. Cardijn avait été finalement libéré à la suite de multiples interventions auprès du général Alexandre von Falkenhausen, gouverneur militaire de la Belgique et du nord de la France, de la part de personnalités assez vichyssoises qui le connaissaient d'avant-guerre, telles les cardinaux Liénart de Lille et Gerlier de Lyon, ainsi que le prix Nobel de Médecine (1912) Alexis Carrel.

### Le réseau Socrate

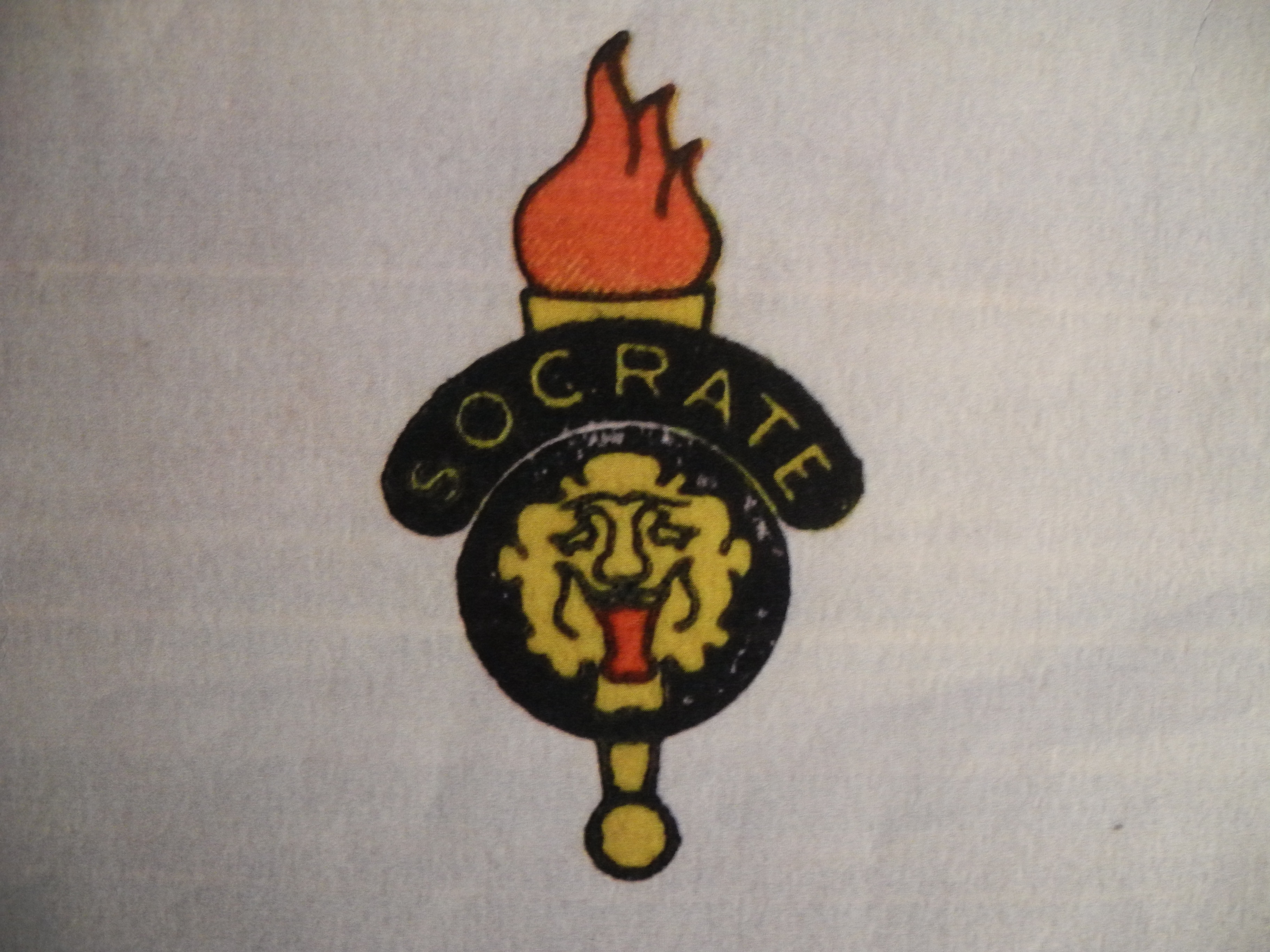
Insigne du réseau Socrate

Dès sa levée d'écrou, Victor Michel est mis sous surveillance par l'occupant. Il entre dans la clandestinité où il sera contacté fin 1942 par Arnould, le frère de Philippe de Liederkerke, par l'entremise de William Ugeux, directeur général du Renseignement et de l'Action à la Sûreté de l'État à Londres. Dès lors, lorsque les agents du gouvernement belge en exil à Londres seront parachutés en juillet et août (mission Claudius-Tybalt), ils savaient pouvoir compter sur lui et sur les principaux responsables de la JOC. En fait, la mission Claudius-Tybalt (Philippe de Liedekerke alias Claudius et André Wendelen alias Tybalt) était destinée à coordonner l’aide aux travailleurs réfractaires au service du travail obligatoire (STO) en Allemagne; le STO ayant été promulgué par l’ordonnance du 6 octobre 1942 de l’occupant. Cette mission aboutira à la constitution du Réseau Socrate par Raymond Scheyven. Victor Michel rencontra à cinq reprises Claudius-Tybalt dès septembre 1943. Ce sont Philippe de Liedekerke et André Wendelen qui le mirent en contact avec Raymond Scheyven. C'est ainsi que Victor Michel fut dès septembre 1943 une des chevilles ouvrières de ce réseau qui allait financer l'aide aux réfractaires au STO, aux juifs et à la résistance civile et armée. Scheyven avait en fait décidé très vite de ne pas suivre intégralement les instructions du gouvernement belge exilé à Londres qui lui enjoignait de distribuer les fonds par l'entremise du Front de l'Indépendance (FI) qu'il estimait de tendance trop communiste. Il s'opposa fermement  à ce qu'il considérait comme un monopole injustifié accordé au FI; ce qui risquait, dans son esprit, de favoriser un glissement de la société belge vers l’extrême gauche après la guerre. Son analyse n'était que partiellement correcte, mais la réussite du réseau Socrate doit beaucoup à sa décision de s’appuyer d'emblée sur des organisations sociales et de Résistance d'origines diverses en excluant tout monopole d'une organisation sur les autres. C’est grâce à des organisations comme la Jeunesse Ouvrière Chrétienne (JOC) qui étaient en prise directe avec les problèmes dramatiques des jeunes travailleurs réfractaires au STO depuis 1942, que le réseau Socrate réussit à atteindre et à aider plusieurs dizaines de milliers de réfractaires au travail obligatoire en Allemagne. Victor Michel, membre du comité national de "Socrate", devint pour l’ensemble de la Wallonie, le responsable du transfert des fonds du réseau Socrate pour l’aide aux réfractaires. Il désigna les 17 aumôniers régionaux de la JOC comme responsables de la répartition équitable des "fonds Socrate" vers la base. Michel transféra, en outre, chaque mois des fonds à la résistance armée. C’est au péril de sa vie qu’il a distribué des sommes importantes. Tout au long de cette période, Victor Michel garda le contact avec Cardijn ; ils étaient les deux seuls à pouvoir échanger sur la provenance des fonds, les besoins à rencontrer et les questions relatives aux activités du réseau Socrate au sein de la JOC, dont il n’était jamais fait mention dans aucune réunion pour éviter toute fuite et pour ne pas compromettre d’autres personnes. Victor Michel était également engagé dans la gestion des maisons de Cures de la JOC pour enfants anémiés et débilités dans lesquels de nombreux enfants juifs étaient cachés, ainsi que de jeunes réfractaires au STO (à Tourneppe, Schaltin, Leffe, Banneux) sous l'autorité du Père Pierre Capart). La JOC continua à former un secteur autonome du 'réseau Socrate' jusqu’à la libération.
La JOC payera cependant très cher l’engagement de ses membres dans les actions de résistance et de solidarité. En octobre 1944, 56 dirigeants jocistes et aumôniers étaient en camps de concentration, 36 n'en reviendront pas.
En mai 1945, Victor Michel participe au long périple de la première délégation parlementaire qui va parcourir les camps de concentration en Allemagne afin d'organiser et accélérer le rapatriement des déportés et prisonniers belges.

## Du Mouvement Ouvrier Chrétien au Parlement européen

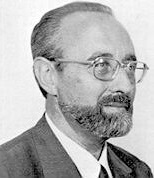
Edgard Pisani

Après la guerre, Victor Michel occupa plusieurs fonctions nationales au sein du Mouvement Ouvrier Chrétien (MOC) qu'il présidera de 1973 à 1979. Proche collaborateur d'André Oleffe,, il sera pendant plus de vingt ans l'organisateur des Semaines Sociales Wallonnes, moments annuels de débats ouverts et de rencontre pour l'étude interdisciplinaire d'une question de société et d'actualité. Il fut également vice-président du Parti Social Chrétien (PSC) à l'époque de l'affaire de Louvain en 1968. En juin 1979, il est élu membre du Parlement européen constitué pour la première fois sur base du suffrage universel. Démocrate-Chrétien de conviction, il siégea comme membre du Parti Populaire Européen du 17 juillet 1979 au 5 novembre 1982,
Il était un membre très actif de la Commission du Développement et de la Coopérationdu Parlement européen. Ses vues sur bien des problèmes fondamentaux du sous-développement convergèrent rapidement avec celles d'un autre grand résistant: le Commissaire européen chargé du développement, Edgard Pisani, ancien ministre du général de Gaulle. Le second avait fait sienne la phrase du premier: « Je distingue deux sortes d'hommes politiques: ceux qui m'ennuient et ceux qui m'intéressent »
Ses combats au Parlement européen l'ont enthousiasmé, mais ont usé ses dernières forces. Simone Veil, première femme présidente du Parlement l'avait bien compris lorsqu'elle écrivit: « Dans l'un des derniers discours qu'il ait prononcé devant le Parlement européen, Victor Michel rappelait combien il aimait citer les paroles de Frank Buchman: "Il y a assez de biens au monde pour les besoins de tous; il n'y en a pas assez pour la convoitise de chacun". [...] En apprenant sa mort soudaine, j'ai éprouvé le sentiment de tristesse et de regret que l'on ressent lorsque disparaît un ami de longue date. J'imaginais mal que je ne le rencontrerai plus dans les couloirs, toujours souriant et débordant de chaleureuse amitié et combien me manque sa voix qui toujours s'élevait dans notre hémicycle pour les plus déshérités.»
Victor Michel était également membre du pouvoir organisateur de l'Université Catholique de Louvain.Il participa avec Max Bastin au lancement d’initiatives destinées à mieux former les travailleurs en collaboration avec les Universités; ainsi naîtront l’Institut de Culture Ouvrière (ISCO) en 1962, puis la "Fondation Travail-Université" (FTU). La FTU sera le résultat d'actions conjuguées du Mouvement Ouvrier Chrétien, de l'Université Catholique de Louvain stimulée par Monseigneur Massaux et des autres universités catholiques francophones. Son résultat le plus frappant est la création en 1973 de la Faculté Ouverte de Politique Economique et Sociale (FOPES) à l'Université Catholique de Louvain qui s'adresse aux adultes qui ont une expérience professionnelle ou militante dans les domaines sociaux et politiques.

## Distinctions
- King's Medal for Courage in the Cause of Freedom
- Médaille commémorative de la guerre 1940-1945 avec Eclairs entrecroisés
- Croix de guerre avec Palmes
- Médaille de la résistance armée 1940-1945
- Croix du prisonnier politique 1940-1945
- Médaille du résistant civil